# Daniel Cohen (réalisateur)
Pour les articles homonymes, voir Daniel Cohen et Cohen.
Daniel Cohen, né en 1964 à Djerba (Tunisie), est un réalisateur, scénariste et acteur français.

## Biographie
Né en 1964 à Djerba, dans une famille d’horlogers, il dessine et fait d'abord du graphisme pour gagner sa vie. En parallèle, il suit les cours de l’École de Théâtre Charles Dullin, puis rentre à l’École Supérieure de Réalisation Audiovisuelle. Il est acteur puis metteur en scène dans une trentaine de pièces de théâtre : Shakespeare, Molière, Feydeau, Pinter, Goldoni, etc.
En 1998, il écrit et réalise son premier long-métrage, Une vie de prince, dans lequel il interprète également le rôle principal. En 2003, il écrit et met en scène la pièce de théâtre Préliminaires, au théâtre des Mathurins.
Parallèlement il est acteur dans plusieurs films : Un homme, un vrai et Les Derniers jours du monde de Jean-Marie et Arnaud Larrieu, Tristan de Philippe Harel, Rois et Reine d'Arnaud Desplechin, Atomik Circus des frères Poiraud aux côtés de Vanessa Paradis et Benoît Poelvoorde. Il est également le coscénariste du film Le grand rôle de Steve Suissa.
En 2007, il réalise son deuxième film, une comédie fantastique, Les Deux Mondes, qu'il a également écrit et dans lequel il joue aux côtés de Benoît Poelvoorde.
En 2009, il incarne le personnage de Mimo dans Coco, une comédie de Gad Elmaleh. En 2010 il joue dans Tout ce qui brille, un film de Géraldine Nakache et Hervé Mimran puis dans Kill Me Please d'Olias Barco qui a reçu le Marc Aurèle d'or au Festival de Rome.
Il fait la voix du personnage "le rabbin du rabbin" dans Le Chat du rabbin, et interprète le rôle de M. Fellouze dans La Vérité si je mens ! 3.
En 2012, il réalise Comme un chef, une comédie gastronomique avec Jean Reno et Michaël Youn.
En 2020, Daniel Cohen réalise son quatrième film, Le Bonheur des uns.

## Filmographie

### Réalisateur
- 1998 : Une vie de prince
- 2007 : Les Deux Mondes
- 2012 : Comme un chef
- 2020 : Le Bonheur des uns...

### Acteur
- 1998 : Une vie de prince de Daniel Cohen
- 2003 : Tristan de Philippe Harel
- 2003 : Un Homme, un vrai de Jean-Marie et Arnaud Larrieu
- 2004 : Atomik Circus de Thierry Poiraud et Didier Poiraud
- 2004 : Rois et Reine de Arnaud Desplechin
- 2007 : Les Deux Mondes de Daniel Cohen
- 2009 : Les Derniers jours du monde de Jean-Marie et Arnaud Larrieu
- 2008 : Coco de Gad Elmaleh Momo
- 2010 : Tout ce qui brille de Géraldine Nakache et Hervé Mimran
- 2010 : Kill Me Please de Olias Barco
- 2011 : Et soudain, tout le monde me manque de Jennifer Devoldere
- 2011 : Le Chat du Rabbin de Joann Sfar et Antoine Delesvaux
- 2012 : La Vérité si je mens ! 3 de Thomas Gilou
- 2012 : Radiostars de Romain Levy
- 2014 : SMS de Gabriel Julien-Laferrière
- 2016 : Cigarettes et Chocolat chaud de Sophie Reine
- 2019 : Polina de Olias Barco
- 2020 : 30 Jours max de Tarek Boudali
- 2020 : Le Bonheur des uns... de Daniel Cohen
- 2022 : L'affaire Annette Zelman de Philippe Le Guay : Moishe

### Télévision

#### Téléfilms
- 2009 : Contes et nouvelles du xixe siècle de Philippe Monnier
- 2023 : L'Histoire d'Annette Zelman de Philippe Le Guay